# Horst Deußing
Horst Deußing (* 9. Juli 1927) war ein deutscher Fußballspieler. Für Stahl Altenburg spielte er 1951 in der DDR-Oberliga, der höchsten Liga im DDR-Fußball.

## Sportliche Laufbahn
In der Saison 1951/52 gehörte der 24-jährige Horst Deußing zum Oberligakader der Betriebssportgemeinschaft (BSG) Stahl in Altenburg, die als Gründungsmitglied der landesweiten ostdeutschen Spitzenliga in ihre dritte Spielzeit ging. Der Neuling Deußing fand sich in der ungewohnten Umgebung nicht zurecht und wurde vom Trainer Herbert Klemig nur in zwei Oberligaspielen eingesetzt. Am 6. Spieltag wurde er im Auswärtsspiel gegen Turbine Erfurt (Endstand 0:0) in der 70. Minute für den Linksaußenstürmer Friedhelm Seifarth eingewechselt. Zwei Spieltage später kam Deußing in der 75. Minute für den halblinken Stürmer Gerd Herold ins Spiel, das mit einer 0:1-Niederlage bei Chemie Leipzig endete. Danach kam Deußing nicht mehr in der Oberliga zum Einsatz.